# Handball-Superliga der Männer
Die Superliga der Männer (ukrainisch Чоловіча Суперліга Tscholowina Superliha) ist die höchste Spielklasse im ukrainischen Handball der Männer.

## Geschichte
Die Liga wurde nach der ukrainischen Unabhängigkeit gegründet. Erster Meister wurde 1992 ZSKA Kiew.

## Mannschaften
Acht Teams spielen in der Superliga. Der Letztplatzierte einer Spielzeit steigt in die zweite Liga ab. Der Meister qualifiziert sich für die EHF European League. Motor Saporischschja bekam in den letzten Jahren aber von der Europäischen Handballföderation eine Wildcard für die EHF Champions League. Drei weitere Mannschaften nehmen am EHF European Cup teil.
In der Spielzeit 2021/22 traten HK Motor Saporischschja, HK Donbas, HK Odessa, HK Motor-Politechnika Saporischschja, ZSKA Kiew, Handballakademie Saporischschja, Karpaty Uschhorod und HK SKA Lwiw an. Die Saison 2021/22 wurde wegen des russischen Überfalls auf die Ukraine 2022 abgebrochen.
Die Spielzeit 2022/2023 bestreiten sechs Mannschaften, die in zwei Gruppen spielen. In Gruppe A spielen ZSKA Kiew, Karpaty Uschhorod und HK SKA Lwiw, in Gruppe B HK Donbas, HK Odessa und HK Motor Saporischschja.

## Bisherige Meister
| Rang | Verein                  | Anzahl | Jahre                                                                              |
| ---- | ----------------------- | ------ | ---------------------------------------------------------------------------------- |
| 1.   | ZTR Saporischschja      | 14     | 1993, 1995, 1998, 1999, 2000, 2001, 2003, 2004, 2005, 2007, 2008, 2009, 2010, 2011 |
| 2.   | HK Motor Saporischschja | 10     | 2013, 2014, 2015, 2016, 2017, 2018, 2019, 2020, 2021                               |
| 3.   | HK Donbas               | 3      | 1996, 1997, 2002                                                                   |
| 4.   | ZSKA Kiew               | 2      | 1992, 1994                                                                         |
| 5.   | HK Portowyk Juschne     | 1      | 2006                                                                               |
|      | HK Dynamo Poltawa       | 1      | 2012                                                                               |